# Wielersport op de Olympische Zomerspelen 2020 – BMX freestyle mannen
De BMX freestyle voor mannen  op de Olympische Zomerspelen 2020 vond plaats op zaterdag 31 juli en zondag 1 augustus 2021 in het Ariake Urban Sports Park in Tokio. Het was de eerste keer dat deze discipline Olympisch is.